# Разъезд 6 км
6 километр — железнодорожный разъезд на неэлектрифицированной однопутной линии Голутвин — Озёры, являющейся тупиковым ответвлением от Рязанского направления Московской железной дороги. Расположен в микрорайоне Колычево города Коломны Московской области. Относится к Московско-Рязанскому региону Московской железной дороги.

## Общие сведения
Разъезд оборудован одной островной пассажирской платформой. Платформа низкая, имеет высоту около 40 см. В 2007 году был произведён капитальный ремонт платформы.
Своё название разъезд получил по расстоянию от станции Голутвин. Современное путевое развитие 6 километра включает два основных пути и несколько тупиковых ветвей, одна из которых проходит вдоль пассажирской платформы и ранее была третьим основным путём разъезда. Кроме того от разъезда отходят подъездные пути на производящее керамику, изделия из асфальта и бетона предприятие ЗАО «Коломенский завод ЖБИ», к ООО «Коломна-сервис холод», а также на территорию фирмы «ДОММ». В собственности у ООО «Коломна-сервис холод» находятся две ветки подъездных путей общей протяжённостью 1 км, позволяющие осуществлять погрузочно-разгрузочные работы в закрытых дебаркадерах для 24 вагонов (4 рефрижераторных секций) в сутки. Вблизи восточной горловины разъезда 6 км расположен гейт на ветку трамвайной сети Коломны. Имеется станционное здание — вокзал, касса и пост дежурного по станции по совместительству. На момент июня 2020 года здание не используется, дверь закрыта на кодовый замок, окна зашиты железными листами. На участке Озёрской ветки от Разъезда 6 км до Озёр помимо пассажирских и грузовых перевозок также проводятся испытания железнодорожной техники.
Генеральным планом Коломны для обеспечения безопасности пешеходов предусмотрено строительство в районе 6 км пешеходного тоннеля через Озёрскую ветку.

## Пассажирское сообщение
Пригородные пассажирские перевозки на линии Голутвин — Озёры осуществляются дизель-поездами («рельсовыми автобусами»). По состоянию на март 2018 года на разъезде 6 километр имели остановку четыре пары пригородных поездов маршрута Голутвин — Озёры ежедневно и одна дополнительная пара поездов этого же маршрута по выходным дням.
- Расписание пригородных поездов. Яндекс.Расписания.
- Расписание пригородных поездов на tutu.ru

С платформы осуществляется выход в город на юг в направлении к Колычёвскому проезду, улицам Астахова, Весенняя, Кирова, а также к Озёрскому проезду (на север от платформы). По улицам к югу от платформы осуществляется движение городских и пригородных автобусов, проложена трамвайная линия. Рядом с железнодорожной платформой у перекрёстка улиц Астахова и Кирова находится трамвайная остановка Посёлок имени Кирова. Здесь имеют остановку трамвайные маршруты № 2, 4, 7 и 10. Автобусы непосредственно возле железнодорожной платформы остановки не имеют, ближайшая автобусная остановка носит название Завод ЖБИ и расположена на улице Астахова на расстоянии около 600 метров к западу от платформы. У Завода ЖБИ останавливаются автобусные маршруты № 0, 4, 6, 7, 13, 15, 16, 29, 34, 460 и 4/14. К югу от платформы в пешей доступности расположена Коломенская объединенная техническая школа «Мосросто» (ДОСААФ).